# 카샤파 5세
카샤파 5세(Kashyapa V, 890년 ~ 939년)는 10세기 시대 아누라다푸라 왕국의 람바카나 제2왕조 제17대 군주였다.

## 같이 보기
- 스리랑카의 역사